# Pars destruens/pars construens
Pars destruens/pars construens est une expression latine commune désignant les différentes parties d'une argumentation. La partie négative où l'auteur critique les fondements d'une idée est la pars destruens. La partie positive indiquant sa propre position, soutenue par des arguments, est la pars construens.

## Histoire

### Utilisation de la méthode avant sa distinction conceptuelle
La méthode utilisant premièrement la pars destruens afin de créer une table rase, pour ensuite mettre en œuvre une pars construens, est une méthode radicale permettant d'ériger un nouveau système après s'être attaqué à celui auquel il veut se substituer. Du fait de son utilité, elle est utilisée bien avant que ces termes soient distingués par Francis Bacon en 1620.
Elle est par exemple utilisée par Aristote dans ses travaux de zoologie. Le philosophe s'attaque aux conceptions de son temps au sujet de la reproduction des animaux en s'attachant, premièrement, à détruire ces idées (il examine alors critiquement les thèses pangénétiques), puis passe à une partie de construction, où il établit l'origine du sperme, permettant de mieux expliquer la reproduction.

### Utilisation de la méthode après sa distinction conceptuelle
La distinction remonte à Francis Bacon et son œuvre Novum Organum en 1620. Il met en avant une méthode inductive en deux parties : une partie négative, pars destruens, qui supprime tous les préjugés et les erreurs ; et la partie positive, pars construens, qui est sur le point d'acquérir des connaissances et la vérité. Bacon ajoute une dernière partie qui s'attache à démonter les critiques et oppositions potentielles qui s'élèveront face à la thèse de la pars construens ; il s'agit de la pars praeparans.
René Descartes, contemporain de Bacon, n'utilise pas les termes mais les applique dans ses Méditations métaphysiques. Face aux sceptiques qui remettent en cause la possibilité d'élaboration d'un quelconque savoir solide, Descartes décide de créer un nouveau système de pensée robuste afin de fonder les sciences. Il détruit dans un premier temps tout ce qui est douteux (pars destruens), afin d'ériger un nouveau système à partir du résidu indubitable qu'est le cogito (par construens),.
Cette méthode est par exemple utilisée par Karl Marx. Ses argumentaires économiques, sociologiques et politiques permettent, selon lui, de détruire des idées fausses, puis d'établir une nouvelle science de la révolution afin de la mener à bien.